# Marie de Rohan

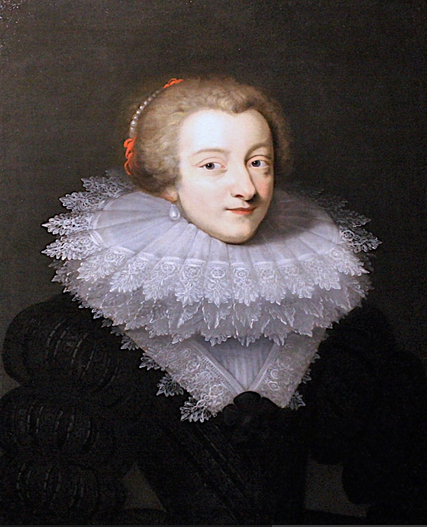
Anoniem portretschilderij van Marie de Rohan als weduwe, ca. 1621

Marie Aimée de Rohan-Montbazon, hertogin van Luynes en Chevreuse (Coupvray, december 1600 – Gagny, 12 augustus 1679) was een Franse edelvrouw wier liefdesaffaires en intriges het hofleven onder koning Lodewijk XIII beheersten. Ze was bevriend met koningin Anna van Oostenrijk, maar verloor haar leidende positie in de hofhouding en smeedde vanaf dan allerlei complotten tegen de ministers Richelieu en Mazarin. Hun anti-Spaanse oorlogspolitiek probeerde ze te doorkruisen. Door deze gevaarlijke avonturen moest ze herhaaldelijk in ballingschap in Nancy, Brussel en elders.

## Jonge jaren
Marie kwam uit de tak Montbazon van de Bretoense familie de Rohan, die tot de hoogste Franse adel behoorde. Ze was de dochter van hertog Hercule van Montbazon, een pair de France van prinselijke rang aan het hof van Hendrik IV. Hij bezat grote landgoederen in Bretagne en Anjou. Haar moeder was Madeleine de Lenoncourt, die twee jaar na haar geboorte stierf. Ze groeide op in het kasteel van Couzières in Veigné.
In 1617 trouwde Marie de Rohan met Charles de Luynes. Deze favoriet en mentor van de jonge koning Lodewijk XIII zou weldra connétable worden en introduceerde haar aan het hof. In december 1618 benoemde Lodewijk XIII haar op de nieuw gecreëerde post van surintendante van het huishouden van de koningin, wat de gepasseerde Laurence de Montmorency uit protest deed aftreden. Aanvankelijk had koningin Anna weinig op met Madame de Luynes, maar na verloop van tijd ging ze haar charme en levendige geest appreciëren. Zeker toen Rohan zich loyaal toonde door niet te willen spioneren voor de machtige Richelieu, ontstond er een hechte vriendschap tussen de twee dames.
Op 26 januari 1619 beviel Rohan van een dochter Anne Marie, genoemd naar de koningin en haar moeder. In augustus werd haar echtgenoot Charles benoemd tot gouverneur van Picardië en verheven tot hertog van Luynes, en op 14 november werd hij pair van Frankrijk. De hertog en hertogin van Luynes gebruikten hun nieuwe status om op 22 januari 1620 een contract te ondertekenen waarin ze een huwelijk regelden tussen hun eenjarige dochter en de eenjarige Charles Louis de Lorraine, hertog van Joyeuse, een zoon van hertog Karel van Guise. Ze kwamen een bruidsschat van 60.000 livres overeen, waaraan de koning 100.000 livres toevoegde. Uiteindelijk zou het huwelijk door omstandigheden nooit plaatsvinden.
Op kerstnacht 1620 beviel Rohan in aanwezigheid van de koningin van een zoon en erfgenaam, Louis Charles, genoemd naar de koning en zijn vader. Om deze gebeurtenis te vieren werden de kerkklokken van Parijs geluid en werden kanonnen afgevuurd op het kasteel van Caen, waar de koning en de hertog verbleven. Lodewijk XIII werd dooppeter en zijn moeder Marie de Médicis doopmeter. Toen Luynes in 1621 stierf aan roodvonk, werd Louis Charles de tweede hertog van Luynes en trouwde hij met de zus van zijn moeder, Anne de Rohan. 
Als hertogin-weduwe van Luynes erfde Rohan het herenhuis aan de rue Saint-Thomas-du-Louvre in Parijs. Ze verkocht het aan Claude van Lotharingen, hertog van Chevreuse, kort voor ze op 21 april 1622 met hem trouwde. Ze kregen drie dochters. Twee van hen werden abdissen, terwijl de derde, Charlotte-Marie van Lotharingen (1627-1652), de minnares werd van kardinaal de Retz en een rol speelde in de Fronde.

## Val en intriges

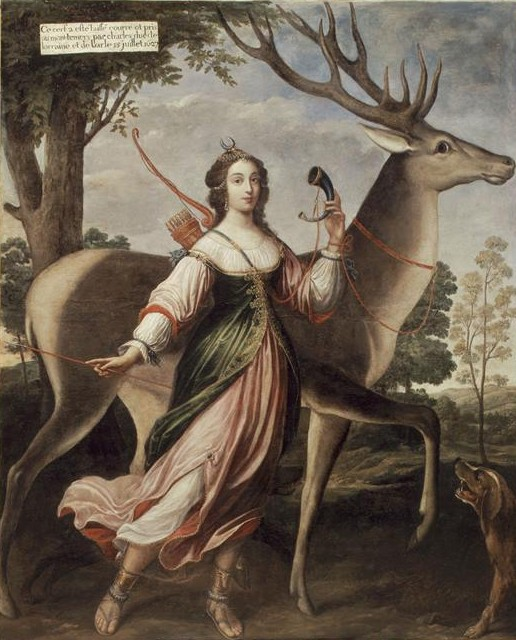
Portret van Marie de Rohan als Diana, toegeschreven aan Claude Deruet (ca. 1627)

Madame de Chevreuse, zoals ze voortaan bekendstond, moedigde de zwangere koningin aan tot ruwe spelletjes in de gangen van het Louvre. Toen dit resulteerde in een miskraam, werd ze van het hof verwijderd. Richelieu had een reden gevonden om haar gebrek aan medewerking te bestraffen. Vruchteloos wendde de hertog van Chevreuse al zijn invloed aan om haar positie te herstellen. Zelf zocht ze haar toevlucht tot samenzweringen. 
Met haar Engelse minnaar Henry Rich zette ze de Buckingham-affaire op, die het leven van de koningin in gevaar bracht (1623-1624). Ze nam in 1626 deel aan de samenzwering rond Monsieur Gaston van Orléans, die zijn door Richelieu opgelegde huwelijk moest verhinderen en hem misschien op de troon brengen. Het kostte de kop aan Rohans geliefde, de graaf van Chalais. Zelf vluchtte ze naar Lotharingen, waar ze al snel een affaire had met hertog Karel IV. Dankzij hem kreeg ze toestemming naar Frankrijk terug te keren. Ze vestigde zich in het kasteel van Dampierre en ging verder met het ondermijnen van de hoogste gezagsdragers.
De zegelbewaarder Charles de l'Aubespine, markies de Châteauneuf, viel in 1633 in ongenade toen bleek dat hij tijdens onderhandelingen met het hertogdom Lotharingen en Spanje de raden van de koning had onthuld aan Chevreuse. De ontdekking van geheime briefwisseling tussen Spanje en koningin Anna van Oostenrijk noopte haar in 1637 opnieuw te vluchten, eerst naar Spanje, dan naar Engeland en ten slotte naar de Spaanse Nederlanden. Vanuit Brussel was ze in 1641 betrokken bij de samenzwering van de graaf van Soissons. Lodewijk XIII stipuleerde in zijn testament dat ze nooit naar Frankrijk mocht terugkeren, maar na zijn dood in 1643 werd dit door het Parlement van Parijs ongeldig bevonden.
Nauwelijks teruggekeerd, spande ze nog datzelfde jaar samen met Châteauneuf om de nieuwe eerste minister Mazarin te vermoorden zodat François de Vendôme hem kon opvolgen. Dit cabale des Importants mislukte en leidde tot verbanning van de betrokkenen, onder wie Chevreuse. Tijdens de Fronde had ze aanvankelijk een toenadering tot Mazarin (1649-1650), maar daar kwam een einde aan toen de parlementaire en de aristocratische Fronde in 1651 hun krachten bundelden. Een huwelijk tussen Chevreuse en Conti had dit bondgenootschap moeten bezegelen, maar diens zus, Madame de Longueville, kwam op het laatste moment tussen om dat te verhinderen.
Na de dood van de hertog van Chevreuse in 1657 verkocht ze hun hôtel aan de rue Saint-Thomas-du-Louvre aan de graaf van Kendal, die het op naam zette van zijn vader, Bernard de Nogaret. In 1660 liet ze een nieuw Hôtel de Chevreuse bouwen aan de rue Saint-Dominique naar een ontwerp van architect Pierre Le Muet. Op hogere leeftijd trok ze zich terug in het klooster van Gagny, waar ze in 1679 overleed.

## Culturele weerklank
Alexandre Dumas voerde haar op in zijn roman De drie musketiers als de geliefde van de musketier Aramis. In Twintig jaar later heeft ze met de musketier Athos een geheime zoon, de held Raoul. Dumas haalde materiaal uit de Mémoires van La Rochefoucauld, die Chevreuse goed had gekend als medestander in de Oude Fronde.
De tragische opera Maria di Rohan van Gaetano Donizetti (1843) was vrij gebaseerd op de samenzwering van Chalais.
In 2002 werd ze gespeeld door Wendy Albiston in het audiodrama The Church and the Crown in de reeks Doctor Who.
Juliette Benzoni schreef twee historische romans over haar leven: Marie des intrigues (2004) en Marie des passions (2005).

## Familie
Marie de Rohan trouwde op 13 september 1617 in Parijs met Charles d'Albert, hertog van Luynes. Hun zoon was Louis Charles d'Albert de Luynes (1620-1690).
Haar tweede huwelijk sloot ze met Claude de Lorraine, hertog van Chevreuse, in Parijs op 20 april 1622. Met hem had ze drie dochters:
- Anne Marie de Lorraine (1624-1652), abdis van Remiremont en Pont-aux-Dames
- Charlotte Marie de Lorraine (1626-1652)
- Henriette de Lorraine (1631-1694), abdis van Jouarre en Port-Royal

## Voetnoten
1. ↑  Oliver Mallick, "Clients and Friends: The Ladies-in-Waiting at the Court of Anne of Austria (1615–66)" in: The Politics of Female Households. Ladies-in-waiting across Early Modern Europe, 2013, p. 248. Gearchiveerd op 10 september 2023.
2. ↑  Sophie Vergnes, "La duchesse de Longueville et ses frères pendant la Fronde: de la solidarité fraternelle à l'émancipation féminine" in: Dix-septième siècle, 2011, nr. 251, p. 309-332. DOI:10.3917/dss.112.0309

- Bibliothèque nationale de France: cb13559558b (data)
- Gemeinsame Normdatei: 119287196
- International Standard Name Identifier: 0000 0001 0124 059X
- Library of Congress Control Number: n85341637
- Nationale Bibliotheek van Tsjechië: js20070330006
- Nationale Bibliotheek van Israël: 987007259637205171
- Nederlandse Thesaurus van Auteursnamen: 070609136
- LIBRIS: 211084
- SNAC: w6zc9z26
- Système universitaire de documentation: 052509540
- Trove: 1527021
- Virtual International Authority File: 52495718
- WorldCat: E39PBJwRWJVp78X4vDjGtTgMyd